# Athyrma rhynchophora
Athyrma rhynchophora là một loài bướm đêm trong họ Erebidae.